# Кларк (језеро)
Кларк (енгл. Lake Clark) је језеро у Сједињеним Америчким Државама. Налази се на територији америчке савезне државе Аљаске. Површина језера износи 311 ².